# 아베 마사키요 (1850년)

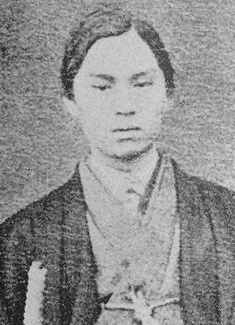
아베 마사키요

아베 마사키요(일본어: 阿部正静, 1850년 1월 11일 ~ 1878년 1월 23일)는 일본 에도 시대의 다이묘로, 시라카와번의 8대 번주이자 다나구라번의 번주이다. 어릴적 이름은 로쿠타로(録太郎), 조키치로(長吉郎)이며, 관위는 종5위, 미마사카노카미이다.
시라카와 번의 7대 번주 아베 마사토의 맏아들로 태어났다. 1866년 음력 6월 19일, 아버지가 효고 개항 문제로 강제 은거 처분당하자, 그 뒤를 이어 번주가 되었다. 1867년 음력 1월에 다나구라 번으로 이봉되었고, 1868년 보신 전쟁 때, 소극적으로 오우에쓰 열번동맹에 참여하였으나, 시라카와 성 전투에서 패배하고, 다나구라 성이 함락되면서 신정부군에 항복하였다. 동맹에 참가한 죄로 4만 석이 삭감되어 고쿠다카가 6만 석으로 줄었고, 강제 은거 처분을 당하여 양자 아베 마사코토에게 번주직을 물려주었다. 1878년, 30세의 나이로 도쿄에서 사망하였다.
| 전임 아베 마사토 | 제8대 시라카와번 번주 (아베 가문) 1866년 | 후임 일단 폐번 |

| 전임 마쓰다이라 야스히데 | 다나구라번 번주 (아베 가문) 1866년 ~ 1868년 | 후임 일단 폐번 |

| 전임 폐번(아베 마사키요) | 시라카와 번 번주 (아베 가문, 재봉) 1868년 | 후임 폐번치현 |

| 전임 폐번(아베 마사키요) | 제1대 다나구라 번 번주 (아베 가문, 재봉) 1868년 | 후임 아베 마사코토 |